# Gai Veti Àtic
Gai Veti Àtic (en llatí: Gaius Vettius Gratus Atticus Sabinianus) va ser un magistrat romà membre de la gens Vètia, una família plebea.
Va ser quattuorvir viarum curandarum (responsable del manteniment de les vies o carreteres) entre el 228 i el 230. Més endavant va ser pretor, potser el 239. El 241 dirigia el manteniment de la Via Flamínia. Va ser també cònsol sota Gordià III l'any 242 juntament amb Gai Asini Pretextat. L'esmenten els Fasti.